# Glyphios
Glyphios (altgriechisch Γλύφιος Glýphios) ist eine Gestalt der griechischen Mythologie.
Als der Priester Teiresias zur Frau verwandelt war, überfiel ihn Glyphios beim Baden. Teiresias war jedoch stärker und tötete den Angreifer. Die Moiren gaben dem Priester daraufhin wieder seine ursprüngliche Gestalt zurück, nahmen ihm als Strafe für das Vergehen jedoch die Sehergabe.